# Burlington Design Group

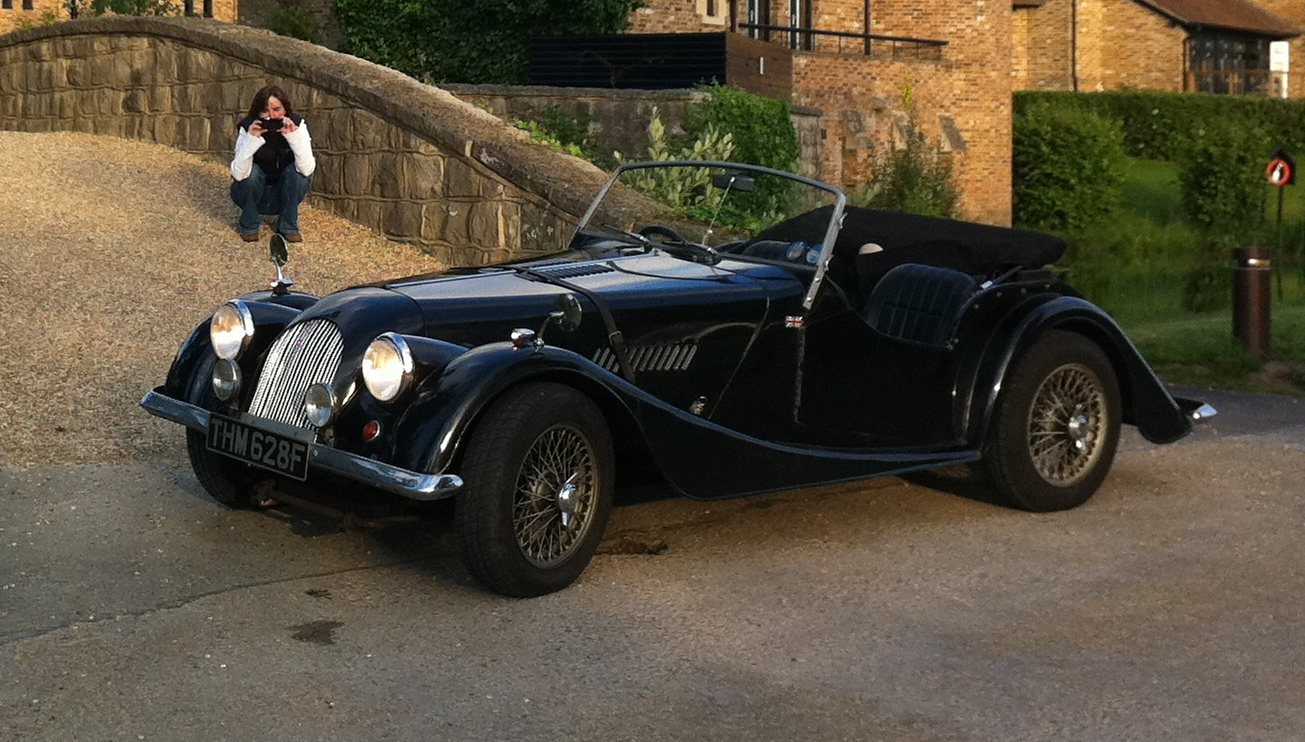
Burlington SS

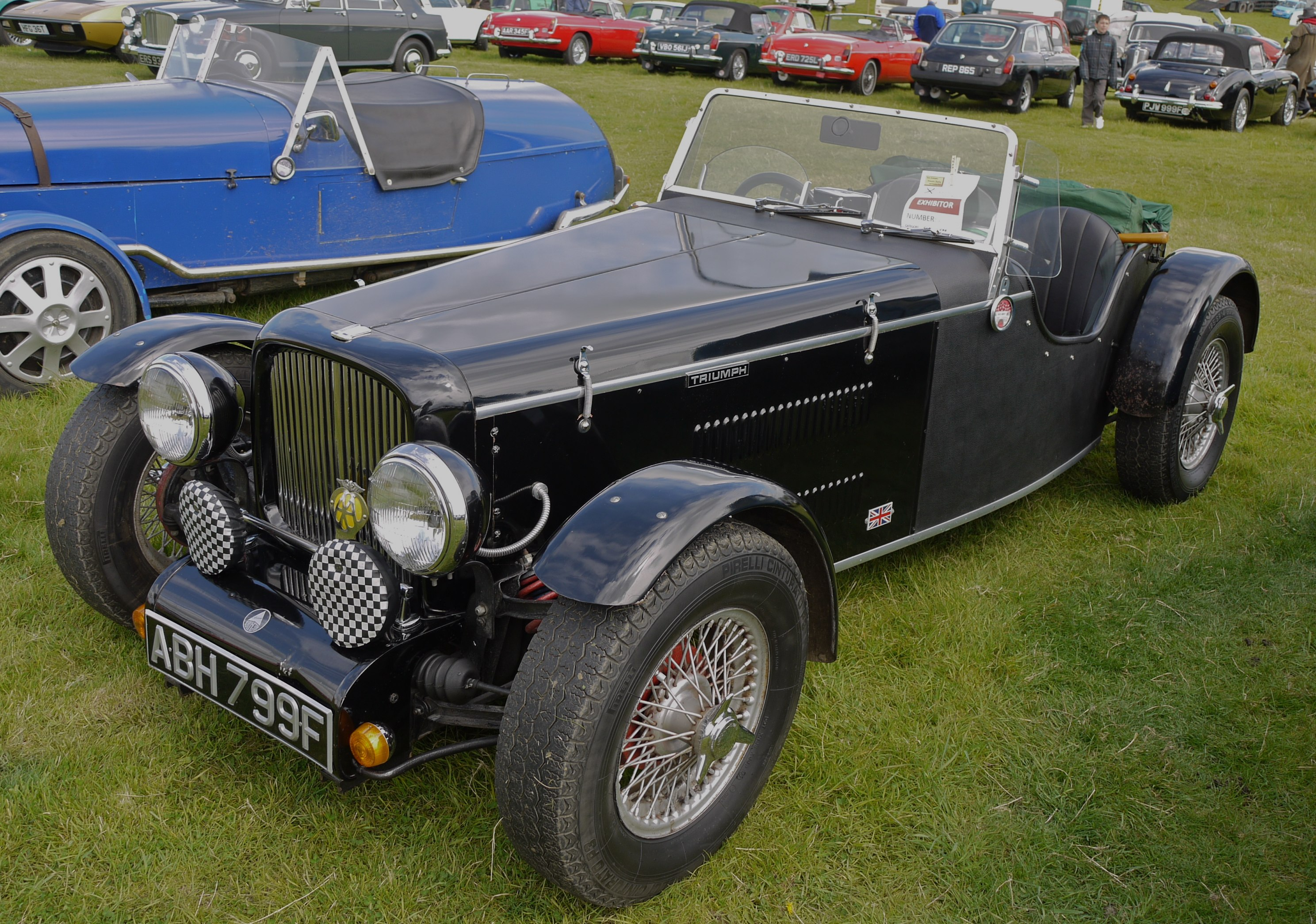
Burlington Arrow

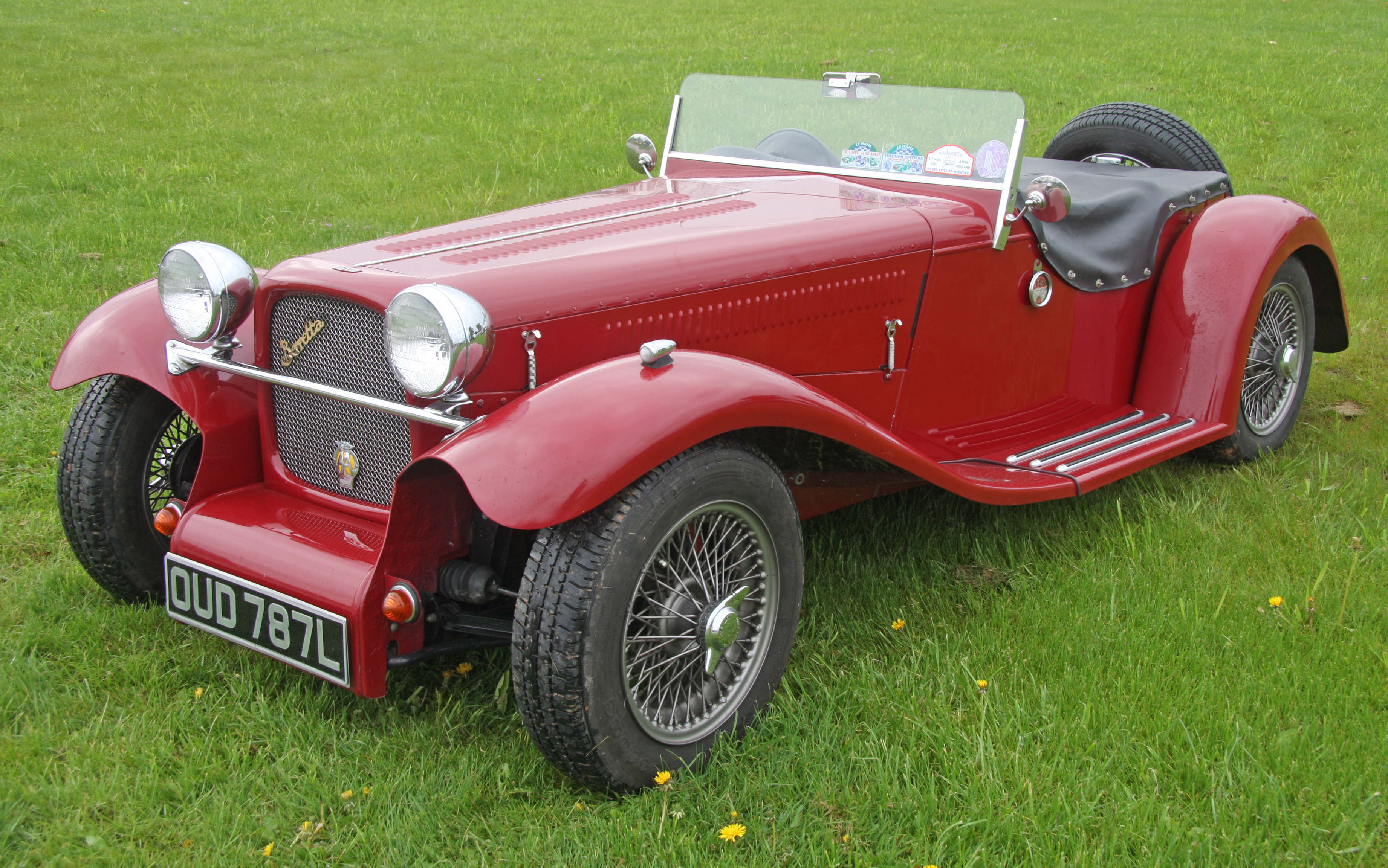
Burlington Berretta

Burlington Design Group, zuvor Burlington Motor Spares und Burlington Motor Company, war ein britischer Hersteller von Automobilen.

## Unternehmensgeschichte
Haydn Davies gründete 1980 oder 1981 das Unternehmen Burlington Motor Spares in Southam in der Grafschaft Warwickshire. Er begann mit der Produktion von Automobilen, Kits und Bauanleitungen. Der Markenname lautete Burlington. 1988 erfolgte eine Umfirmierung in Burlington Motor Company und der Umzug nach Northampton in Northamptonshire. Ab 1989 hieß die Firma Burlington Design Group. 1992 endete die Produktion. Insgesamt entstanden 120 Exemplare.
Inzwischen vertreibt Haydn Davies wieder Baupläne.

## Fahrzeuge

### SS
Das einzige selbst hergestellte Kraftfahrzeug-Modell war der SS. Zunächst standen die Fahrgestelle von Triumph Herald und Triumph Vitesse zur Wahl. Später kamen Fahrgestelle von Ford Escort, MG B und Morris Marina dazu. Die Karosserie bestand aus Metall, Sperrholz, Fiberglas und Aluminium. Die offene Karosserie ohne Türen bot Platz für zwei Personen. Ab 1982 waren Türen erhältlich. Die Front ähnelte den Fahrzeugen der Morgan Motor Company. Zwischen 1980 und 1986 entstanden 120 Exemplare. Dann übernahm die Dorian Motor Company das Projekt und verkaufte bis 1988 weitere 80 Exemplare ihres Dorian SS.

### Arrow
1982 erschien der Arrow, der dem SS ähnelte. Das Unternehmen bot allerdings nur Pläne für rund 15 Pfund sowie einige Teile an. Der Käufer musste viele Teile selber anfertigen. Fahrgestelle von Triumph Spitfire, Triumph Herald, Triumph Vitesse und MG B waren geeignet. An den Vorderrädern befanden sich kleine, mitlenkende Kotflügel.

### Berretta
1985 ergänzte der Berretta das Sortiment. Im Unterschied zum Arrow hatte er lang auslaufende vordere Kotflügel und war auf Wunsch mit einem eigenen Stahlrahmen lieferbar. Burlington verkaufte etwa 6000 Pläne für Arrow und Berretta. Daraus entstanden etwa 600 Fahrzeuge.

### Chieftain
Burlington verkaufte zwischen 1983 und 1992 etwa 500 Pläne zum Bau des Chieftain, was zu etwa 150 Fahrzeugen führte. Die Fahrgestelle von Triumph Spitfire und Triumph Herald, die sich im Radstand unterschieden, standen zur Wahl. Darauf wurde eine Karosserie aus den gleichen Materialien wie bei den anderen Modellen montiert. Optisch ähnelte das fertige Fahrzeug dem Willys MB.

### Centurion
Quincy-Lynn Enterprises aus den USA verkaufte in den USA etwa 80.000 Pläne zum Bau des Quincy-Lynn. Burlington bot zwischen 1985 und 1987 ebenfalls Pläne für dieses Modell an. Allerdings entstand daraus lediglich ein Fahrzeug.